# Ted Ross
Ted Ross, de son nom complet Theodore Ross Roberts, est un acteur américain né le 30 juin 1934 à Zanesville en Ohio. Il est décédé des suites de complications dû à un Accident vasculaire cérébral le 3 septembre 2002 à Dayton.

## Filmographie

### Cinéma
- 1976 : Bingo (The Bingo Long Traveling All-Stars & Motor Kings) de John Badham : Sallison 'Sallie' Potter
- 1978 : The Wiz : Lion
- 1981 : Arthur : Bitterman
- 1981 : Ragtime : Le juge de couleur
- 1982 : Death Vengeance (en) : Le commissaire
- 1982 : Amityville 2 : Le Possédé (Amityville II: The Possession) : M. Booth
- 1984 : Police Academy : Le capitaine Reed
- 1988 : Arthur 2 : Dans la dèche (Arthur 2 : On the Rocks) : Bitterman
- 1988 : Le Retour de Billy Wyatt (Stealing Home) : Bud Scott
- 1991 : The Fisher King : Le Roi pêcheur (The Fisher King) : Limo bum

### Télévision
- 1976 : Sirota's Court : Sawyer Dabney
- 1977 : Minstrel Man : Charlie Bates
- 1980 : Death Penalty : Woody
- 1980 : F.D.R.: The Last Year : Prettyman
- 1982 : Parole : Barney
- 1985 : MacGruder et Loud (MacGruder and Loud) : Le sergent Debbin